# Real Madrid Club de Fútbol 2014-2015
Questa voce raccoglie le informazioni riguardanti il Real Madrid Club de Fútbol nelle competizioni ufficiali della stagione 2014-2015.

## Stagione
La stagione 2014-2015 inizia ufficialmente il 6 agosto 2014, in Supercoppa UEFA contro il Siviglia. Grazie ad una doppietta di Cristiano Ronaldo gli uomini di Ancelotti riescono a vincere il trofeo. Termina in modo differente la doppia sfida di Supercoppa di Spagna, rivali dei concittadini dell'Atletico Madrid. Dopo l'1-1 del Bernabéu, il gol di Mario Mandžukić nella gara di ritorno consegna il titolo alla squadra di Simeone.

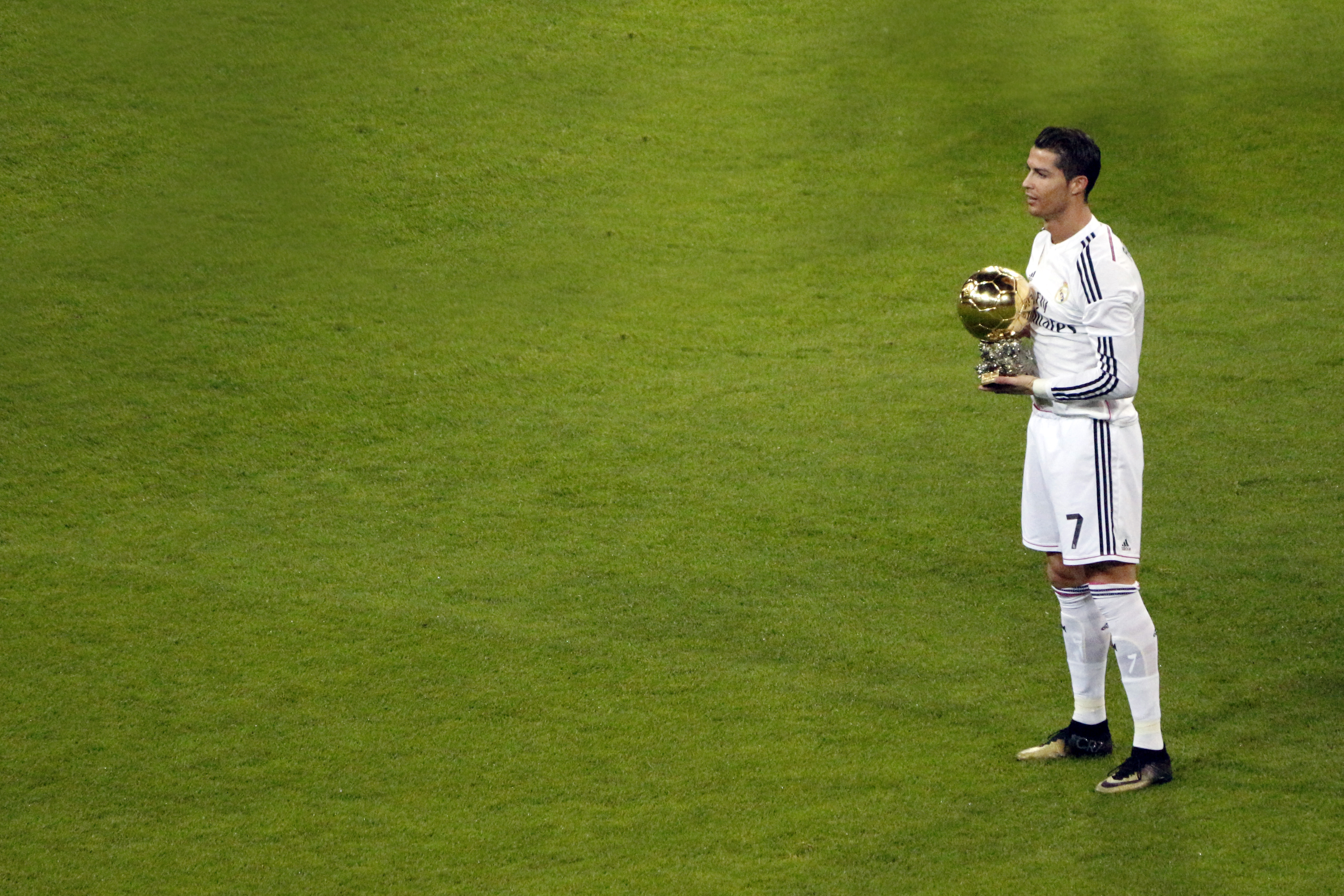
Cristiano Ronaldo, per la seconda volta vincitore del Pallone d'oro FIFA, mostra il riconoscimento ai propri tifosi.

L'esordio nella massima serie è al Santiago Bernabéu contro la neopromossa Cordoba battuta per 2-0 grazie alle marcature di Benzema e Cristiano Ronaldo. La prima sconfitta matura già alla seconda giornata, per merito della Real Sociedad che, rimontando un parziale di 0-2 in 4-2, riesce ad avere la meglio sui blancos. Al rientro dalla pausa nazionali, la squadra di Ancelotti incappa nella seconda sconfitta consecutiva, questa volta casalinga, nel Derby, che vede i colchoneros di Simeone trionfare come l'anno precedente, grazie ad un parziale di 1-2. Tuttavia, nella seguente giornata di campionato, i Blancos ritrovano il successo grazie ad un pirotecnico 2-8, maturato allo stadio Riazor di La Coruña, grazie alla prima tripletta stagionale di Cristiano Ronaldo, alle doppiette di Gareth Bale e di Javier Hernández (al primo gol ufficiale con la nuova maglia), oltre alla marcatura di James Rodríguez. Nel primo turno infrasettimanale della stagione le "Merengue" superano 5-1 l'Elche, per poi ripetersi, qualche giorno più tardi, anche sul campo del Villarreal (0-2), e contro l'Atheltic Bilbao (5-0). Dopo la sosta dovuta alle Nazionali arrivano anche le vittorie contro il Levante (0-5), e, in un Bernabéu tutto esaurito, nel Clásico contro il Barcellona (3-1). A queste due seguono i successi contro il Granada (0-4) e Rayo Vallecano (5-1), che permettono ai Blancos, vista le contemporanee sconfitte dei rivali azulgrana, di conquistare, prima della pausa, la vetta della classifica. A consolidare il primato arriva anche la nona vittoria consecutiva, contro l'Eibar, per 0-4, seguita da quella (1-2 a Malaga) che vale il primato della storia dei Blancos di 16 partite consecutive vinte tra tutte le competizioni (10 in Liga, 5 in Champions League e 1 in Coppa del Re). Gli uomini di Ancelotti, inoltre, sconfiggono agevolmente (3-0) il Celta Vigo nella 14ª giornata, e l'Almeria (1-4) nell'ultimo incontro dell'anno solare, superando, con 20 successi di fila, il record stabilito dal Barcellona di Rijkaard. Dopo 22 partite vinte tra tutte le competizioni, nel primo incontro dell'anno 2015, i Blancos vengono sconfitti per 2-1, in rimonta, al Mestalla di Valencia. Nonostante ciò, i 39 punti in classifica consentono agli uomini di Florentino Pérez di mantenere saldamente la vetta della classifica, con una partita da recuperare. Il ritorno al successo non si fa desiderare: nelle giornate successive maturano un 3-0 all'Espanyol e uno 0-3 in casa del Getafe.
Il primo incontro ufficiale valevole per il girone di ritorno fa registrare la terza vittoria consecutiva per le Merengue in campionato, che espugnano il Nuevo Arcángel di Córdoba, per 1-2, grazie alle reti di Benzema e Bale, la quale precede quella per 4-1, casalinga, sulla Real Sociedad. Il recupero della 16ª giornata, svoltosi il 4 febbraio a causa della partecipazione del Real alla Coppa del mondo, permette, grazie ad un risultato finale di 2-1, alla squadra di Ancelotti di allungare a +4 sul Barcellona, mantenendo solido il primato in classifica, seguito, però, dalla sconfitta per 4-0 nel derby contro l'Atletico di Madrid, che questa stagione è riuscito a fermare i Blancos per 4 volte.

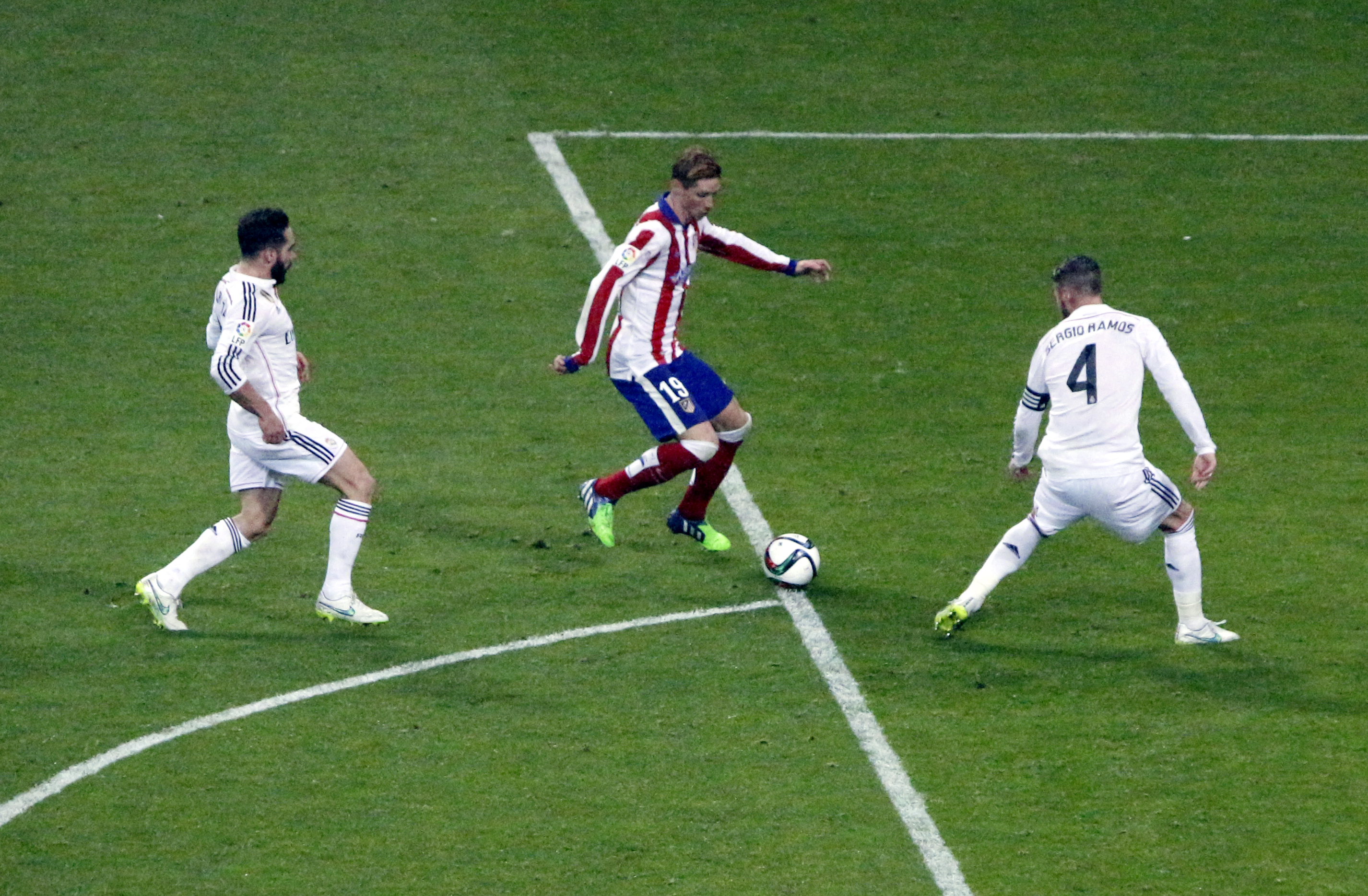
Carvajal e Sergio Ramos fronteggiano Torres durante l'ottavo di ritorno di Coppa del Re.

La 23ª e la 24ª giornata di Liga fanno registrare i successi stagionali numero 19 e 20 per i madrileni che, superando 2-0 il Deportivo, e l'Elche, e sfruttando la contemporanea sconfitta del barcellona, volano a 4 lunghezze dai catalani. Tuttavia il vantaggio dura pochi giorni, perché il 1º marzo seguente matura il primo pareggio in Liga della stagione per i Blancos, che contro il Villarreal non vanno oltre l'1-1 e, qualche giorno più tardi incombono nella quinta sconfitta stagionale, cadendo al San Mamés di Bilbao.
A nulla serve la vittoria sul levante per 2-0, grazie a due gol di Gareth Bale, perché nel Clásico della settimana successiva sono gli uomini di Luis Enrique ad avere la meglio sulle Merengue, sconfiggendoli per 2-1. Due settimane più tardi, il 5 aprile, i Blancos colgono un risultato storico; grazie alla vittoria per 9-1 sul Granada (cinque reti di Cristiano Ronaldo, alla prima volta in carriera), dopo 48 anni, le Merengues tornano a realizzare 9 reti in una singola partita. A questa seguono altri sei successi; contro il Rayo Vallecano (0-2), Eibar (3-0), Malaga (3-1) Celta Vigo (2-4), Almeria (3-0) e Siviglia (2-3, prima squadra a battere gli andalusi in trasferta).
Esattamente come l'anno passato, alla 36ª giornata, il Valencia ferma gli uomini di Ancelotti sul 2-2, facendo aumentare (a +4) il distacco in testa a favore dei rivali 'Blaugrana', che risulterà incolmabile, ad una giornata dal termine, nonostante il successo per 1-4 contro l'Espanyol, vista la contemporanea vittoria del Barcellona. È un rocambolesco 7-3 a chiudere il campionato e l'annata della squadra madrilena, che termina al secondo posto, con 92 punti, frutto di 30 vittorie, 2 pareggi e 6 sconfitte.
Il Mondiale per club 2014 per le Merengues inizia ufficialmente dalla semifinali, contro il Cruz Azul. Gli uomini di Ancelotti superano agevolmente gli avversari messicani, grazie alle reti di Sergio Ramos, Karim Benzema, Gareth Bale e Isco, accedendo alla finale, nella quale battono anche il San Lorenzo, per 2-0, e conquistano, per la prima volta nella loro storia, il titolo di campioni del mondo.
Il sorteggio dei sedicesimi di finale di Coppa del Re, svoltosi il 17 ottobre 2014, accoppia i Blancos, nonché campioni uscenti, con i catalani del Cornellà. Nel doppio confronto gli uomini di Ancelotti passano sia all'andata (1-4) che al ritorno (5-0), qualificandosi agli ottavi di finale, dove ad attenderli c'è l'Atletico Madrid. Il primo dei due derby va, però, proprio ai colchoneros di Simeone, che, tra le mura domestiche, si impongono per 2-0. La seconda delle due sfide, disputata al Bernabéu, termina 2-2, sancendo definitivamente l'eliminazione delle Merengues.
Il sorteggio della fase a gironi di Champions League, svoltosi il 28 agosto alle urne del Principato di Monaco, inseriscono i campioni uscenti nel gruppo B assieme a Basilea, Liverpool e Ludogorec. I Blancos inanellano 3 vittorie nelle altrettante partite iniziali del girone, superando il Basilea (5-1), il Ludogorets (1-2), e il Liverpool (0-3).
A queste seguono altri due successi, entrambi per 1-0, contro Liverpool e Basilea, propiziati da una rete di Benzema e una di Cristiano Ronaldo. Quest'ultimo permette a Carlo Ancelotti di eguagliare, a quota 15 vittorie consecutive in tutte le competizioni, i record di Miguel Muñoz e di José Mourinho, fatti registrare nella stagione 1960-61 e 2011-12. L'ultima partita del girone fa registrare un'altra agevole vittoria, maturata per 4-0 contro il Ludogorets. I Blancos chiudono così il girone B in testa alla graduatoria, come già accaduto tre stagioni prima, con 18 punti, frutto di soli successi.
Le urne di Nyon, datate 15 dicembre, accoppiano agli ottavi di finale le Merengues, come l'anno passato, con lo Schalke 04. L'incontro d'andata termina 0-2 in favore delle Merengue, grazie alle reti di Cristiano Ronaldo e Marcelo. Quello di ritorno, invece, regala un pirotecnico 3-4 in favore dei tedeschi, che non riescono, però, a passare il turno a seguito del totale (5-4), a favore degli uomini di Ancelotti, che approdano ai quarti di finale.
Il nuovo sorteggio, per i quarti di finale, propone il replay della finale dell'anno passato, mettendo nuovamente a confronto Real ed Atletico Madrid. La prima delle due partite, giocata al Calderón, termina 0-0. La gara di svolta, invece, porta il segno di Javier Hernández, il quale, con la rete decisiva, segnata nel finale, permette ai Blancos di accedere ancora una volta in semifinale.
In semifinale i Blancos trovano la Juventus di Allegri, già affrontata l'anno passato nella fase a gironi. Ad imporsi, però, allo Juventus Stadium, sono i bianconeri, che passano grazie alle reti di Morata e Tevéz, intervallate dal momentaneo pareggio di Cristiano Ronaldo (2-1). Il ritorno non vede nessun tipo di rimonta da parte dei madrileni, che pareggiano per 1-1 (con i gol, ancora una volta, di Cristiano Ronaldo e Morata), venendo così eliminati.

## Maglie e sponsor
| Casa | Trasferta | Terza divisa |

## Organigramma societario
Area direttiva
- Presidente: Florentino Perez
- Vicepresidente: Fernando Fernández Tapia
- Direttore generale: José Angel Sanchez
- Direttore risorse: Enrique Balboa
- Risorse umane: José María García
- Direttore dell'area sociale: José Luis Sánchez
- Direttore di controllo e auditing interno: Carlos Martínez de Albornoz
- Direttore della commissione di consulenza legale: Javier López Farre
- Direttore Fondazione "Real Madrid": Julio González

- Capo del protocollo: Raúl Serrano

Area comunicazione
- Capo di Gabinetto della presidenza: Manuel Redondo
- Direttore dell'area comunicazione: Antonio Galeano
- Direttore delle relazioni istituzionali: Emilio Butragueño

Area marketing
- Direttore economico: Julio Esquerdeiro
- Direttore commerciale: Begoña Sanz
- Direttore operazioni e servizi: Fernando Tormo

Area tecnica
- Direttore sportivo della sezione calcistica: Miguel Pardeza[81]
- Allenatore: Carlo Ancelotti[82]
- Allenatore in seconda: Fernando Hierro
- Allenatore dei portieri: Villiam Vecchi[83]
- Assistente tecnico: Paul Clement[84]
- Preparatore atletico: Giovanni Mauri[85]

## Rosa[80]
| N. |                       | Ruolo | Calciatore                   |
| -- | --------------------- | ----- | ---------------------------- |
| 1  | Spagna (bandiera)     | P     | Iker Casillas (capitano)     |
| 2  | Francia (bandiera)    | D     | Raphaël Varane               |
| 3  | Portogallo (bandiera) | D     | Pepe                         |
| 4  | Spagna (bandiera)     | D     | Sergio Ramos (vice capitano) |
| 5  | Portogallo (bandiera) | D     | Fábio Coentrão               |
| 6  | Germania (bandiera)   | C     | Sami Khedira                 |
| 7  | Portogallo (bandiera) | A     | Cristiano Ronaldo            |
| 8  | Germania (bandiera)   | C     | Toni Kroos                   |
| 9  | Francia (bandiera)    | A     | Karim Benzema                |
| 10 | Colombia (bandiera)   | C     | James Rodríguez              |
| 11 | Galles (bandiera)     | C     | Gareth Bale                  |
| 12 | Brasile (bandiera)    | D     | Marcelo                      |
| 13 | Costa Rica (bandiera) | P     | Keylor Navas                 |

| N. |                      | Ruolo | Calciatore         |
| -- | -------------------- | ----- | ------------------ |
| 14 | Spagna (bandiera)    | C     | Xabi Alonso        |
| 14 | Messico (bandiera)   | A     | Javier Hernández   |
| 15 | Spagna (bandiera)    | D     | Daniel Carvajal    |
| 16 | Brasile (bandiera)   | C     | Lucas Silva        |
| 17 | Spagna (bandiera)    | D     | Álvaro Arbeloa     |
| 18 | Spagna (bandiera)    | D     | Nacho Fernández    |
| 19 | Croazia (bandiera)   | C     | Luka Modrić        |
| 20 | Spagna (bandiera)    | A     | Jesé               |
| 22 | Argentina (bandiera) | C     | Ángel Di María     |
| 23 | Spagna (bandiera)    | C     | Isco               |
| 24 | Spagna (bandiera)    | C     | Asier Illarramendi |
| 25 | Spagna (bandiera)    | P     | Diego López        |
| 25 | Spagna (bandiera)    | P     | Fernando Pacheco   |

## Calciomercato

### Sessione estiva(dall'1/7 al 2/9)

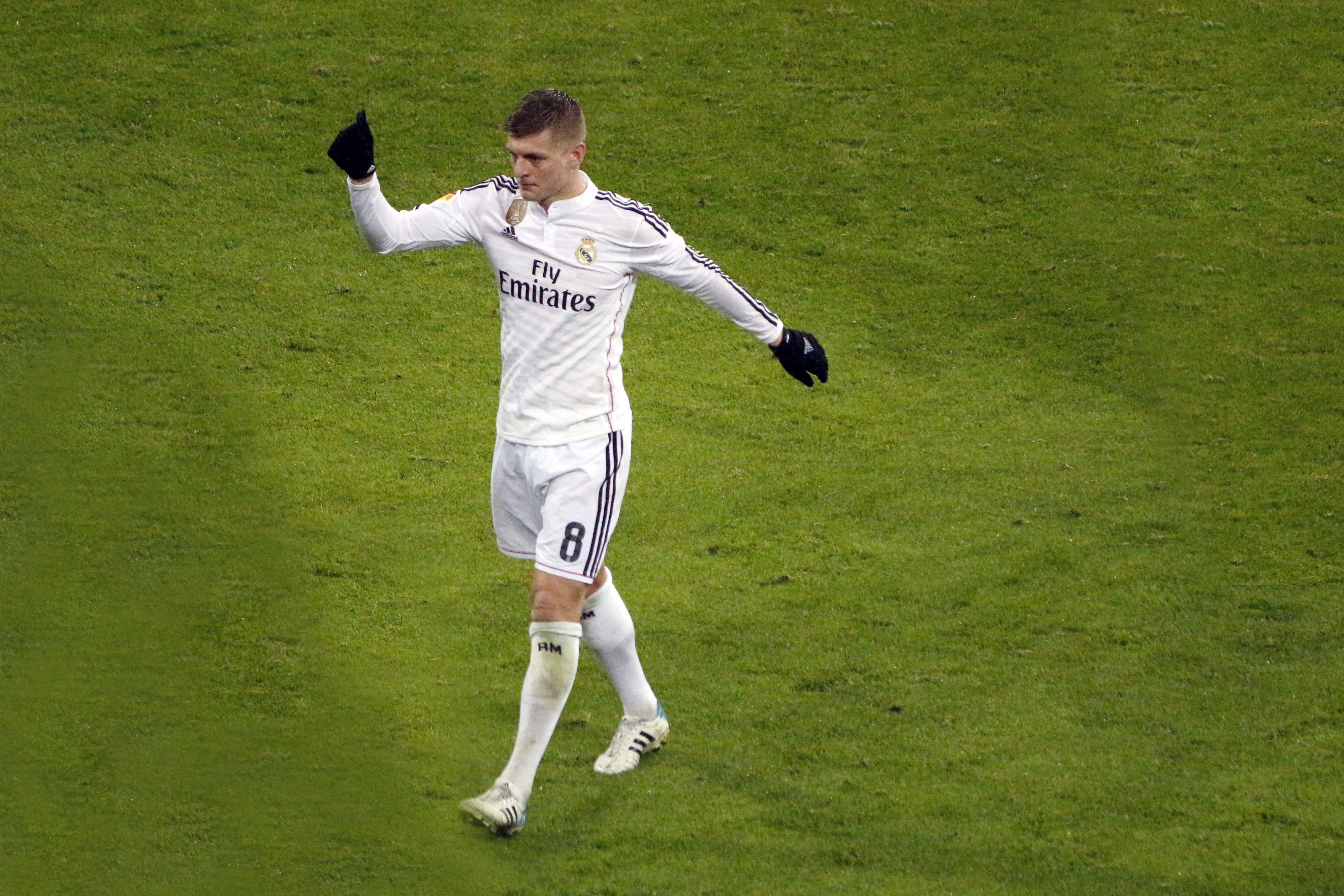
Toni Kroos, acquistato nel mercato estivo.

Anche per questa stagione il mercato Blancos apre i battenti concedendo una passerella alle cessioni. Già il 10 aprile, il centrocampista turco Nuri Şahin, passa a titolo definitivo al Borussia Dortmund, dopo averci già trascorso una stagione in prestito. Il 28 giugno, l'esterno russo Denis Čeryšev, rientrante da un prestito al Siviglia, viene girato ai "sottomarini gialli" del Villarreal. Fanno le valigie anche Casemiro, destinazione Porto, e Álvaro Morata, che sceglie la Juventus. Il club torinese si è aggiudicato il cartellino dell'attaccante spagnolo per 20 milioni di euro (con diritto di riacquisto, sempre da parte degli spagnoli, al termine delle stagioni 2015-2016 e 2016-2017 per una cifra massima di 30 milioni di euro). Lasciano il club anche i due portieri Jesús Fernández Collado, tesserato dal Levante, oltre a Diego López, che si legherà con il Milan per 4 anni. Il 26 agosto seguente, grazie ad un accordo sulla base di 59,7 milioni di sterline (pari a circa 78, 5 milioni di euro), il fantasista argentino Ángel Di María lascia la capitale spagnola per aggregarsi agli inglesi del Manchester United. Pochi giorni più tardi, per 10 milioni di euro, il club madrileno libera Xabi Alonso verso il Bayern Monaco.
Per quanto riguarda gli acquisti, la società di Florentino Pérez, come da consuetudine, stanzia diversi milioni di euro. Dal Bayern Monaco viene prelevato il fresco campione del mondo Toni Kroos, grazie ad un assegno dal valore di 30 milioni (bonus compresi). Il 21 luglio seguente James Rodríguez firma per il club madrileno. Il colombiano, acquistato dai francesi del Monaco, è pagato circa 80 milioni, tra cartellino e eventuali bonus. Poco dopo viene ufficializzato il tesseramento del portiere costaricano Keylor Navas, acquistato dal Levante per circa 10 milioni di euro. Nell'ultimo giorno di calciomercato Javier Hernández, attaccante messicano in forza al Manchester United, si unisce alla rosa di Ancelotti grazie ad una formula di prestito annuale con diritto di riscatto.
| Acquisti | Acquisti         | Acquisti          | Acquisti                                        |
| R.       | Nome             | da                | Modalità                                        |
| -------- | ---------------- | ----------------- | ----------------------------------------------- |
| C        | Denis Čeryšev    | Siviglia          | fine prestito                                   |
| C        | Toni Kroos       | Bayern Monaco     | definitivo (25 milioni €) e bonus (5 milioni €) |
| C        | James Rodríguez  | Monaco            | definitivo (75 milioni €) e bonus (5 milioni €) |
| C        | Nuri Şahin       | Borussia Dortmund | fine prestito                                   |
| P        | Keylor Navas     | Levante           | definitivo (10 milioni €)                       |
| A        | Javier Hernández | Manchester Utd    | prestito                                        |

| Cessioni | Cessioni        | Cessioni          | Cessioni                         |
| R.       | Nome            | a                 | Modalità                         |
| -------- | --------------- | ----------------- | -------------------------------- |
| C        | Nuri Şahin      | Borussia Dortmund | definitivo (7 milioni €)         |
| C        | Denis Čeryšev   | Villarreal        | prestito                         |
| P        | Jesús Fernández | Levante           | definitivo (0,5 milioni €)       |
| D/C      | Casemiro        | Porto             | prestito oneroso (1,5 milioni €) |
| A        | Álvaro Morata   | Juventus          | definitivo (20 milioni €)        |
| P        | Diego Lopez     | Milan             | definitivo (0 milioni €)         |
| C        | Ángel Di María  | Manchester Utd    | definitivo (78,5 milioni €)      |
| C        | Xabi Alonso     | Bayern Monaco     | definitivo (10 milioni €)        |

### Sessione invernale(dal 3/1 al 2/2)
La sessione invernale di calciomercato fa registrare due colpi in entrata per i madrileni. Il primo, ufficializzato il 21 gennaio 2015, è il classe '98 Martin Ødegaard, pagato circa 3 milioni di euro e parcheggiato, per le prime stagioni, al Real Madrid Castilla. L'altro, reso noto qualche giorno più tardi, riguarda il ventiduenne Lucas Silva, brasiliano, acquistato dal Cruzeiro per quasi 14 milioni di euro tra prezzo del cartellino ed eventuali bonus.
| Acquisti | Acquisti        | Acquisti     | Acquisti                  |
| R.       | Nome            | da           | Modalità                  |
| -------- | --------------- | ------------ | ------------------------- |
| C        | Martin Ødegaard | Strømsgodset | definitivo (3 milioni €)  |
| C        | Lucas Silva     | Cruzeiro     | definitivo (14 milioni €) |

| Cessioni | Cessioni | Cessioni | Cessioni |
| R.       | Nome     | a        | Modalità |
| -------- | -------- | -------- | -------- |

## Risultati

### Primera División

#### Girone d'andata
| Arbitro: | Jesús Gil Manzano (Comitato estremegno) |

|                            |           |  |
| Benzema 30’ C. Ronaldo 90’ | Marcatori |  |

| Arbitro: | Juan Martínez Munuera (Comitato valenciano) |

|                                            |           |                      |
| I. Martínez 35’ Zurutuza 41’, 65’ Vela 75’ | Marcatori | 5’ S. Ramos 11’ Bale |

| Arbitro: | Antonio Mateu Lahoz (Comitato valenciano) |

|                       |           |                        |
| C. Ronaldo 26’ (rig.) | Marcatori | 10’ Tiago 76’ A. Turan |

| Arbitro: | Pedro Jesús Pérez Montero (Comitato andaluso) |

|                                 |           |                                                                              |
| Medunjanin 51’ (rig.) Toché 84’ | Marcatori | 29’, 41’, 78’ C. Ronaldo 36’ J. Rodríguez 66’, 74’ Bale 88’, 90+2’ Hernández |

| Arbitro: | Carlos Clos Gómez (Comitato aragonese) |

|                                                        |           |                    |
| Bale 20’ C. Ronaldo 28’ (rig.), 32’, 80’ (rig.), 90+2’ | Marcatori | 15’ (rig.) Albácar |

| Arbitro: | Alberto Undiano Mallenco (Comitato navarro) |

|  |           |                           |
|  | Marcatori | 32’ Modrić 40’ C. Ronaldo |

| Arbitro: | Alejandro Hernández Hernández (Comitato di Las Palmas) |

|                                          |           |  |
| C. Ronaldo 2’, 55’, 88’ Benzema 41’, 69’ | Marcatori |  |

| Arbitro: | Ignacio Iglesias Villanueva (Comitato galiziano) |

|  |           |                                                                    |
|  | Marcatori | 13’ (rig.), 61’ C. Ronaldo 38’ Hernández 66’ J. Rodríguez 82’ Isco |

| Arbitro: | Jesús Gil Manzano (Comitato estremegno) |

|                                            |           |           |
| C. Ronaldo 35’ (rig.) Pepe 50’ Benzema 61’ | Marcatori | 4’ Neymar |

| Arbitro: | José Luis González (Comitato castiglianoleonese) |

|  |           |                                                 |
|  | Marcatori | 2’ C. Ronaldo 31’, 87’ J. Rodríguez 57’ Benzema |

| Arbitro: | Pedro Jesús Pérez Montero (Comitato andaluso) |

|                                                           |           |           |
| Bale 9’ S. Ramos 40’ Kroos 55’ Benzema 69’ C. Ronaldo 83’ | Marcatori | 44’ Bueno |

| Arbitro: | David Fernández Borbalán (Comitato andaluso) |

|  |           |                                                         |
|  | Marcatori | 23’ J. Rodríguez 43’, 83’ (rig.) C. Ronaldo 69’ Benzema |

| Arbitro: | Iñaki Vikandi Garrido (Comitato basco) |

|                  |           |                      |
| Santa Cruz 90+2’ | Marcatori | 18’ Benzema 83’ Bale |

| Arbitro: | Alberto Undiano Mallenco (Comitato navarro) |

|                                 |           |  |
| C. Ronaldo 36’ (rig.), 65’, 81’ | Marcatori |  |

| Arbitro: | Alfonso Álvarez Izquierdo (Comitato catalano) |

|           |           |                                       |
| Verza 39’ | Marcatori | 34’ Isco 42’ Bale 81’, 88’ C. Ronaldo |

| Arbitro: | Ignacio Iglesias Villanueva (Comitato galiziano) |

|                           |           |              |
| J. Rodríguez 12’ Jesé 36’ | Marcatori | 80’ I. Aspas |

| Arbitro: | Jesús Gil Manzano (Comitato estremegno) |

|                           |           |                       |
| Barragán 52’ Otamendi 65’ | Marcatori | 14’ (rig.) C. Ronaldo |

| Arbitro: | David Fernández Borbalán (Comitato andaluso) |

|                                     |           |  |
| J. Rodríguez 12’ Bale 28’ Nacho 76’ | Marcatori |  |

| Arbitro: | Pedro Jesús Pérez Montero (Comitato andaluso) |

|  |           |                              |
|  | Marcatori | 63’, 79’ C. Ronaldo 67’ Bale |

#### Girone di ritorno
| Arbitro: | Alejandro Hernández Hernández (Comitato di Las Palmas) |

|                  |           |                             |
| Ghilas 3’ (rig.) | Marcatori | 27’ Benzema 89’ (rig.) Bale |

| Arbitro: | Alfonso Álvarez Izquierdo (Comitato catalano) |

|                                               |           |              |
| J. Rodríguez 3’ S. Ramos 37’ Benzema 52’, 76’ | Marcatori | 1’ Elustondo |

| Arbitro: | David Fernández Borbalán (Comitato andaluso) |

|                                                |           |  |
| Tiago 14’ Saúl 18’ Griezmann 67’ Mandžukić 88’ | Marcatori |  |

| Arbitro: | Javier Estrada Fernández (Comitato catalano) |

|                      |           |  |
| Isco 22’ Benzema 73’ | Marcatori |  |

| Arbitro: | Ignacio Iglesias Villanueva (Comitato galiziano) |

|  |           |                            |
|  | Marcatori | 56’ Benzema 69’ C. Ronaldo |

| Arbitro: | José Luis González (Comitato castiglianoleonese) |

|                       |           |            |
| C. Ronaldo 52’ (rig.) | Marcatori | 64’ Gerard |

| Arbitro: | Alberto Undiano Mallenco (Comitato navarro) |

|            |           |  |
| Aduriz 26’ | Marcatori |  |

| Arbitro: | Pedro Jesús Pérez Montero (Comitato andaluso) |

|               |           |  |
| Bale 18’, 40’ | Marcatori |  |

| Arbitro: | Antonio Mateu Lahoz (Comitato valenzano) |

|                        |           |                |
| Mathieu 19’ Suárez 56’ | Marcatori | 31’ C. Ronaldo |

| Arbitro: | Jesús Gil Manzano (Comitato estremadura) |

|                                                                               |           |            |
| Bale 25’ C. Ronaldo 30’, 36’, 38’, 54’, 89’ Benzema 52’, 56’ Mainz 83’ (aut.) | Marcatori | 74’ Ibáñez |

| Arbitro: | Mario Melero López (Comitato andaluso) |

|  |           |                                 |
|  | Marcatori | 68’ C. Ronaldo 73’ J. Rodríguez |

| Arbitro: | Alejandro Hernández Hernández (Comitato di Las Palmas) |

|                                       |           |  |
| C. Ronaldo 21’ Hernández 31’ Jesé 83’ | Marcatori |  |

| Arbitro: | Iñaki Vikandi Garrido (Comitato basco) |

|                                                |           |            |
| S. Ramos 24’ J. Rodríguez 69’ C. Ronaldo 90+2’ | Marcatori | 71’ Juanmi |

| Arbitro: | Pedro Jesús Pérez Montero (Comitato andaluso) |

|                       |           |                                               |
| Nolito 9’ S. Mina 28’ | Marcatori | 16’ Kroos 24’, 69’ Hernández 43’ J. Rodríguez |

| Arbitro: | Jesús Gil Manzano (Comitato estremegno) |

|                                                    |           |  |
| J. Rodríguez 44’ Dos Santos 49’ (aut.) Arbeloa 84’ | Marcatori |  |

| Arbitro: | José Luis González (Comitato castiglianoleonese) |

|                               |           |                          |
| Bacca 45+2’ (rig.) Iborra 74’ | Marcatori | 36’, 37’, 68’ C. Ronaldo |

| Arbitro: | Carlos Clos Gómez (Comitato aragonese) |

|                   |           |                          |
| Pepe 56’ Isco 84’ | Marcatori | 19’ Alcácer 26’ J. Fuego |

| Arbitro: | Juan Martínez Munuera (Comitato valenciano) |

|            |           |                                        |
| Stuani 73’ | Marcatori | 59’, 83’, 90+1’ C. Ronaldo 79’ Marcelo |

| Arbitro: | Fernando Teixieira Vitienes (Comitato cantabro) |

|                                                                                     |           |                                   |
| C. Ronaldo 13’, 32’, 34’ (rig.) Hernández 47’ J. Rodríguez 51’ Jesé 71’ Marcelo 90’ | Marcatori | 22’ Escudero 26’ Castro 42’ Lacen |

### Coppa del Re

#### Sedicesimi di finale
| Arbitro: | Santiago Jaime Latre (Comitato aragonese) |

|           |           |                                          |
| Muñoz 19’ | Marcatori | 9’, 35’ Varane 53’ Hernández 75’ Marcelo |

| Arbitro: | José Luis González (Comitato castiglianoleonese) |

|                                                          |           |  |
| J. Rodríguez 16’, 34’ Isco 31’ López 60’ (aut.) Jesé 77’ | Marcatori |  |

#### Ottavi di finale
| Arbitro: | Carlos Clos Gómez (Comitato aragonese) |

|                           |           |  |
| R. García 58’ Jiménez 76’ | Marcatori |  |

| Arbitro: | Antonio Mateu Lahoz (Comitato valenciano) |

|                             |           |                |
| S. Ramos 20’ C. Ronaldo 54’ | Marcatori | 1’, 46’ Torres |

### UEFA Champions League

#### Fase a gironi
| Arbitro: | Damir Skomina |

|                                                                       |           |              |
| Suchý 14’ (aut.) Bale 30’ C. Ronaldo 31’ J. Rodríguez 37’ Benzema 79’ | Marcatori | 38’ González |

| Arbitro: | Craig Thomson |

|               |           |                                   |
| Marcelinho 6’ | Marcatori | 25’ (rig.) C. Ronaldo 77’ Benzema |

| Arbitro: | Nicola Rizzoli |

|  |           |                                 |
|  | Marcatori | 23’ C. Ronaldo 30’, 41’ Benzema |

| Arbitro: | Viktor Kassai |

|             |           |  |
| Benzema 27’ | Marcatori |  |

| Arbitro: | Milorad Mažić |

|  |           |                |
|  | Marcatori | 35’ C. Ronaldo |

| Arbitro: | Clément Turpin |

|                                                       |           |  |
| C. Ronaldo 20’ (rig.) Bale 38’ Arbeloa 79’ Medrán 88’ | Marcatori |  |

|             | BAS   | LIV   | LUD   | RMA   |
| Basilea     |       | 1 - 0 | 4 - 0 | 0 - 1 |
| Liverpool   | 1 - 1 |       | 2 - 1 | 0 - 3 |
| Ludogorec   | 1 - 0 | 2 - 2 |       | 1 - 2 |
| Real Madrid | 5 - 1 | 1 - 0 | 4 - 0 |       |

| Squadra     | P.ti | G | V | P | S | GF | GS | DG  |
| ----------- | ---- | - | - | - | - | -- | -- | --- |
| Real Madrid | 18   | 6 | 6 | 0 | 0 | 16 | 2  | +14 |
| Basilea     | 7    | 6 | 2 | 1 | 3 | 7  | 8  | -1  |
| Liverpool   | 5    | 6 | 1 | 2 | 3 | 5  | 9  | -4  |
| Ludogorec   | 4    | 6 | 1 | 1 | 4 | 5  | 14 | -9  |

- Real Madrid e   Basilea qualificate agli ottavi di finale.
- Liverpool qualificata ai sedicesimi di UEFA Europa League 2014-2015.

#### Fase ad eliminazione diretta

##### Ottavi di finale
| Arbitro: | Martin Atkinson |

|  |           |                            |
|  | Marcatori | 26’ C. Ronaldo 79’ Marcelo |

| Arbitro: | Damir Skomina |

|                                 |           |                                       |
| C. Ronaldo 25’, 45’ Benzema 53’ | Marcatori | 20’ Fuchs 40’, 84’ Huntelaar 57’ Sané |

##### Quarti di finale
| Madrid 14 aprile 2015, ore 20:45 CEST Andata | Atlético Madrid | 0 – 0 referto | Real Madrid | Vicente Calderón (52.553 spett.)\| Arbitro: \| Milorad Mažić \| |
| Arbitro:                                     | Milorad Mažić   |               |             |                                                                 |

| Arbitro: | Felix Brych |

|               |           |  |
| Hernández 88’ | Marcatori |  |

##### Semifinali
| Arbitro: | Martin Atkinson |

|                            |           |                |
| Morata 8’ Tévez 58’ (rig.) | Marcatori | 27’ C. Ronaldo |

| Arbitro: | Jonas Eriksson |

|                       |           |            |
| C. Ronaldo 23’ (rig.) | Marcatori | 57’ Morata |

### Supercoppa di Spagna
| Arbitro: | Javier Estrada Fernández (Comitato catalano) |

|                  |           |               |
| J. Rodríguez 81’ | Marcatori | 88’ R. García |

| Arbitro: | David Fernández Borbalán (Comitato Andaluso) |

|              |           |  |
| Mandžukić 2’ | Marcatori |  |

### Supercoppa UEFA
| Arbitro: | Mark Clattenburg |

|                     |           |  |
| C. Ronaldo 30’, 49’ | Marcatori |  |

### Coppa del mondo per club FIFA

#### Semifinale
| Arbitro: | Enrique Osses |

|  |           |                                            |
|  | Marcatori | 15’ S. Ramos 36’ Benzema 50’ Bale 72’ Isco |

#### Finale
| Arbitro: | Walter López |

|                    |           |  |
| Ramos 37’ Bale 51’ | Marcatori |  |

## Statistiche

### Statistiche di squadra
| Competizione                  | Punti | In casa | In casa | In casa | In casa | In casa | In casa | In trasferta | In trasferta | In trasferta | In trasferta | In trasferta | In trasferta | Totale | Totale | Totale | Totale | Totale | Totale | D.R  |
| Competizione                  | Punti | G       | V       | N       | P       | Gf      | Gs      | G            | V            | N            | P            | Gf           | Gs           | G      | V      | N      | P      | Gf     | Gs     | D.R  |
| ----------------------------- | ----- | ------- | ------- | ------- | ------- | ------- | ------- | ------------ | ------------ | ------------ | ------------ | ------------ | ------------ | ------ | ------ | ------ | ------ | ------ | ------ | ---- |
| Liga BBVA                     | 92    | 19      | 16      | 2       | 1       | 65      | 15      | 19           | 14           | 0            | 5            | 53           | 23           | 38     | 30     | 2      | 6      | 118    | 38     | +80  |
| Coppa del Re                  | -     | 2       | 1       | 1       | 0       | 7       | 2       | 2            | 1            | 0            | 1            | 4            | 3            | 4      | 2      | 1      | 1      | 11     | 5      | +6   |
| Supercoppa di Spagna          | -     | 1       | 0       | 1       | 0       | 1       | 1       | 1            | 0            | 0            | 1            | 0            | 1            | 2      | 0      | 1      | 1      | 1      | 2      | -1   |
| Champions League              | 18    | 6       | 4       | 1       | 1       | 15      | 6       | 6            | 4            | 1            | 1            | 9            | 3            | 12     | 8      | 2      | 2      | 24     | 9      | +15  |
| Supercoppa UEFA               | -     | -       | -       | -       | -       | -       | -       | 1            | 1            | 0            | 0            | 2            | 0            | 1      | 1      | 0      | 0      | 2      | 0      | +2   |
| Coppa del mondo per club FIFA | -     | -       | -       | -       | -       | -       | -       | 2            | 2            | 0            | 0            | 6            | 0            | 2      | 2      | 0      | 0      | 6      | 0      | +6   |
| Totale                        | 110   | 28      | 21      | 5       | 2       | 88      | 24      | 31           | 23           | 1            | 7            | 75           | 29           | 59     | 43     | 6      | 10     | 162    | 54     | +108 |

### Andamento in campionato
| Giornata  | 1 | 2  | 3  | 4 | 5 | 6 | 7 | 8 | 9 | 10 | 11 | 12 | 13 | 14 | 15 | 16 | 17 | 18 | 19 | 20 | 21 | 22 | 23 | 24 | 25 | 26 | 27 | 28 | 29 | 30 | 31 | 32 | 33 | 34 | 35 | 36 | 37 | 38 |
| --------- | - | -- | -- | - | - | - | - | - | - | -- | -- | -- | -- | -- | -- | -- | -- | -- | -- | -- | -- | -- | -- | -- | -- | -- | -- | -- | -- | -- | -- | -- | -- | -- | -- | -- | -- | -- |
| Luogo     | C | T  | C  | T | C | T | C | T | C | T  | C  | T  | T  | C  | T  | C  | T  | C  | T  | T  | C  | T  | C  | T  | C  | T  | C  | T  | C  | T  | C  | C  | T  | C  | T  | C  | T  | C  |
| Risultato | V | S  | S  | V | V | V | V | V | V | V  | V  | V  | V  | V  | V  | V  | S  | V  | V  | V  | V  | S  | V  | V  | N  | S  | V  | S  | V  | V  | V  | V  | V  | V  | V  | N  | V  | V  |
| Posizione | 3 | 10 | 13 | 7 | 5 | 5 | 4 | 3 | 3 | 1  | 1  | 1  | 1  | 1  | 1  | 1  | 1  | 1  | 1  | 1  | 1  | 1  | 1  | 1  | 1  | 2  | 2  | 2  | 2  | 2  | 2  | 2  | 2  | 2  | 2  | 2  | 2  | 2  |

Fonte:  Liga – Classifiche, su sport.sky.it, sport.sky.it (archiviato dall'url originale il 12 marzo 2014).
Legenda:

Luogo: C = Casa; T = Trasferta. Risultato: V = Vittoria; N = Pareggio; P = Sconfitta.

### Statistiche dei giocatori
In corsivo i giocatori che hanno lasciato la squadra a stagione già iniziata.
| Giocatore       | Liga     | Liga | Liga        | Liga       | Coppa del Re | Coppa del Re | Coppa del Re | Coppa del Re | UEFA Champions League | UEFA Champions League | UEFA Champions League | UEFA Champions League | Altre competizioni | Altre competizioni | Altre competizioni | Altre competizioni | Totale   | Totale | Totale      | Totale     |
| Giocatore       | Presenze | Reti | Ammonizioni | Espulsioni | Presenze     | Reti         | Ammonizioni  | Espulsioni   | Presenze              | Reti                  | Ammonizioni           | Espulsioni            | Presenze           | Reti               | Ammonizioni        | Espulsioni         | Presenze | Reti   | Ammonizioni | Espulsioni |
| --------------- | -------- | ---- | ----------- | ---------- | ------------ | ------------ | ------------ | ------------ | --------------------- | --------------------- | --------------------- | --------------------- | ------------------ | ------------------ | ------------------ | ------------------ | -------- | ------ | ----------- | ---------- |
| X. Alonso       | 0        | 0    | 0           | 0          | 0            | 0            | 0            | 0            | 0                     | 0                     | 0                     | 0                     | 2                  | 0                  | 2                  | 0                  | 2        | 0      | 2           | 0          |
| Á. Arbeloa      | 22       | 1    | 7           | 0          | 3            | 0            | 0            | 0            | 9                     | 1                     | 1                     | 0                     | 1                  | 0                  | 0                  | 0                  | 35       | 2      | 8           | 0          |
| G. Bale         | 31       | 13   | 2           | 0          | 2            | 0            | 0            | 0            | 10                    | 2                     | 0                     | 0                     | 5                  | 2                  | 0                  | 0                  | 48       | 17     | 2           | 0          |
| K. Benzema      | 29       | 15   | 1           | 0          | 3            | 0            | 0            | 0            | 9                     | 6                     | 0                     | 0                     | 5                  | 1                  | 0                  | 0                  | 46       | 22     | 1           | 0          |
| D. Carvajal     | 30       | 0    | 12          | 0          | 3            | 0            | 2            | 0            | 5                     | 0                     | 1                     | 0                     | 5                  | 0                  | 2                  | 0                  | 43       | 0      | 17          | 0          |
| I. Casillas     | 32       | -35  | 0           | 0          | 0            | -0           | 0            | 0            | 10                    | -9                    | 0                     | 0                     | 5                  | -2                 | 0                  | 0                  | 47       | -46    | 0           | 0          |
| F. Coentrão     | 9        | 0    | 1           | 1          | 1            | 0            | 0            | 0            | 4                     | 0                     | 2                     | 0                     | 3                  | 0                  | 0                  | 0                  | 17       | 0      | 3           | 1          |
| R. de Tomás     | 0        | 0    | 0           | 0          | 1            | 0            | 0            | 0            | 0                     | 0                     | 0                     | 0                     | 0                  | 0                  | 0                  | 0                  | 1        | 0      | 0           | 0          |
| Á. Di María     | 0        | 0    | 0           | 0          | 0            | 0            | 0            | 0            | 0                     | 0                     | 0                     | 0                     | 1                  | 0                  | 0                  | 0                  | 1        | 0      | 0           | 0          |
| J. Hernández    | 23       | 7    | 2           | 0          | 2            | 1            | 0            | 0            | 8                     | 1                     | 0                     | 0                     | 0                  | 0                  | 0                  | 0                  | 33       | 9      | 2           | 0          |
| A. Illarramendi | 30       | 0    | 3           | 0          | 2            | 0            | 1            | 0            | 7                     | 0                     | 0                     | 0                     | 2                  | 0                  | 0                  | 0                  | 41       | 0      | 4           | 0          |
| Isco            | 34       | 4    | 7           | 1          | 4            | 1            | 1            | 0            | 11                    | 0                     | 1                     | 0                     | 4                  | 1                  | 1                  | 0                  | 53       | 6      | 10          | 1          |
| Jesé            | 16       | 3    | 2           | 0          | 3            | 1            | 0            | 0            | 3                     | 0                     | 0                     | 0                     | 1                  | 0                  | 0                  | 0                  | 23       | 4      | 2           | 0          |
| S. Khedira      | 11       | 0    | 1           | 0          | 3            | 0            | 1            | 0            | 2                     | 0                     | 0                     | 0                     | 1                  | 0                  | 0                  | 0                  | 17       | 0      | 2           | 0          |
| T. Kroos        | 36       | 2    | 6           | 0          | 2            | 0            | 0            | 0            | 12                    | 0                     | 2                     | 0                     | 5                  | 0                  | 1                  | 0                  | 55       | 2      | 9           | 0          |
| D. Llorente     | 0        | 0    | 0           | 0          | 1            | 0            | 0            | 0            | 0                     | 0                     | 0                     | 0                     | 0                  | 0                  | 0                  | 0                  | 1        | 0      | 0           | 0          |
| D. López        | 0        | -0   | 0           | 0          | 0            | -0           | 0            | 0            | 0                     | -0                    | 0                     | 0                     | 0                  | -0                 | 0                  | 0                  | 0        | -0     | 0           | 0          |
| Marcelo         | 34       | 2    | 9           | 0          | 3            | 1            | 2            | 0            | 11                    | 1                     | 4                     | 0                     | 5                  | 0                  | 0                  | 0                  | 53       | 4      | 15          | 0          |
| Á. Medrán       | 2        | 0    | 0           | 0          | 2            | 0            | 0            | 0            | 1                     | 1                     | 0                     | 0                     | 0                  | 0                  | 0                  | 0                  | 5        | 1      | 0           | 0          |
| L. Modrić       | 16       | 1    | 4           | 0          | 0            | 0            | 0            | 0            | 6                     | 0                     | 0                     | 0                     | 3                  | 0                  | 2                  | 1                  | 25       | 1      | 6           | 1          |
| J. Muñoz        | 0        | 0    | 0           | 0          | 1            | 0            | 1            | 0            | 0                     | 0                     | 0                     | 0                     | 0                  | 0                  | 0                  | 0                  | 1        | 0      | 1           | 0          |
| Nacho           | 14       | 1    | 1           | 0          | 2            | 0            | 0            | 0            | 6                     | 0                     | 0                     | 0                     | 0                  | 0                  | 0                  | 0                  | 22       | 1      | 1           | 0          |
| K. Navas        | 6        | -3   | 1           | 0          | 3            | -5           | 0            | 0            | 2                     | -0                    | 0                     | 0                     | 0                  | -0                 | 0                  | 0                  | 11       | -8     | 1           | 0          |
| M. Ødegaard     | 1        | 0    | 0           | 0          | 0            | 0            | 0            | 0            | 0                     | 0                     | 0                     | 0                     | 0                  | 0                  | 0                  | 0                  | 1        | 0      | 0           | 0          |
| F. Pacheco      | 0        | -0   | 0           | 0          | 1            | -0           | 0            | 0            | 0                     | -0                    | 0                     | 0                     | 0                  | -0                 | 0                  | 0                  | 1        | -0     | 0           | 0          |
| Pepe            | 27       | 2    | 4           | 0          | 1            | 0            | 0            | 0            | 6                     | 0                     | 2                     | 0                     | 4                  | 0                  | 0                  | 0                  | 38       | 2      | 6           | 0          |
| S. Ramos        | 27       | 4    | 13          | 0          | 2            | 1            | 2            | 0            | 8                     | 0                     | 4                     | 0                     | 5                  | 2                  | 4                  | 0                  | 42       | 7      | 23          | 0          |
| J. Rodríguez    | 29       | 13   | 5           | 0          | 4            | 2            | 0            | 0            | 9                     | 1                     | 3                     | 0                     | 4                  | 1                  | 0                  | 0                  | 46       | 17     | 8           | 0          |
| C. Ronaldo      | 35       | 48   | 5           | 1          | 2            | 1            | 0            | 0            | 12                    | 10                    | 1                     | 0                     | 5                  | 2                  | 0                  | 0                  | 54       | 61     | 6           | 1          |
| L. Silva        | 8        | 0    | 0           | 0          | 0            | 0            | 0            | 0            | 1                     | 0                     | 0                     | 0                     | 0                  | 0                  | 0                  | 0                  | 9        | 0      | 0           | 0          |
| R. Varane       | 27       | 0    | 2           | 0          | 4            | 2            | 1            | 0            | 12                    | 0                     | 0                     | 0                     | 3                  | 0                  | 0                  | 0                  | 46       | 2      | 3           | 0          |

## Giovanili

### Piazzamenti

#### Real Madrid Castilla
- Segunda División B (II Gruppo): da disputare

#### Real Madrid C
- Tercera División (VII Gruppo): da disputare

#### Real Madrid Juvenil A
- División de Honor Juvenil de Fútbol (V Gruppo): da disputare
- UEFA Youth League: Ottavi da disputare